# Schemaja
Schemaja ist im Alten Testament der Name von 28 Personen.

## Etymologie
Der hebräische Personenname Schemaja ist in zwei verschiedenen Schreibweisen überliefert: שְׁמַעְיָה šəma‘jāh und שְׁמַעְיָהוּ šəma‘jāhû. Es handelt sich um einen Verbalsatznamen, bestehend aus Subjekt und Prädikat. Subjekt (und zugleich theophores Element) ist eine Form von „JHWH“ (יָהוּ jāhû oder יָה jāh), das Prädikat leitet sich von der Verbwurzel  שׁמע šm‘, deutsch ‚hören‘ ab. Der Name lässt sich als „JHWH hat gehört“ übersetzen. Die Septuaginta gibt den Namen als Σαμαια Samaia wieder, die Vulgata als Semeia.

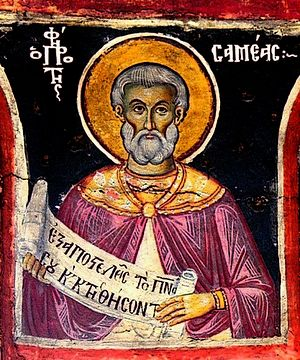
Der Prophet Schemaja (Ikone der griechisch-orthodoxen Tradition)

## Schemaja, der Prophet
Schemaja ist ein Prophet, dessen Wirken in die Zeit Rehabeams, des ersten Königs von Juda nach der Reichsspaltung, fällt. Er trägt den Titel „Mann Gottes“. Er richtet an Rehabeam die Warnung, nicht gegen das Nordreich Israel in den Krieg zu ziehen, da dessen Bewohner Brüder seien. Rehabeam unterlässt daraufhin den Kriegszug (1 Kön 12,21–24 ).
Darüber hinaus berichtet 2 Chr 12  davon, dass, als der Pharao Schischak I. gegen Jerusalem zieht, Schemaja das bevorstehende Unheil als Strafe für den Abfall ansieht. Daraufhin bekehrt sich Rehabeam, worauf Gott Schemaja verkünden lässt, dass wegen der Umkehr das Unheil abgewendet werde, aber ein hoher Tribut an den Pharao zu zahlen sei. Nach 2 Chr 12,15  war Schemaja außerdem ein Geschichtsschreiber. Zusammen mit dem Seher Iddo zeichnete er die Geschichte Rehabeams auf.

## Weitere Namensträger
| Vater      | Kinder                                  | Bibelstelle            | Bemerkungen |
| ---------- | --------------------------------------- | ---------------------- | --- |
|            | Uria                                    | Jer 26,20              | |
|            |                                         | Jer 29,24              | aus Nehelam, Widersacher Jeremias: nachdem Jeremia einen Brief an die Exilierten geschrieben hat, in welchem er eine längere Dauer des Exils vorhersagt, schreibt Schemaja einen Brief an Zefanja und fordert ihn auf, gegen Jeremia vorzugehen |
|            | Delia, hoher Beamter des Königs Jojakim | Jer 36,12              | |
| Adonikam   |                                         | Esr 8,13               | Rückkehrer aus dem Exil, möglicherweise mit dem folgenden identisch |
|            |                                         | Esr 8,16               | Gesandter Esras |
|            |                                         | Esr 10,21              | in Mischehe Lebender, Sohn Harims, aus einem Priestergeschlecht stammend |
|            |                                         | Esr 10,31              | in Mischehe Lebender, Sohn Harims, aus einem Laiengeschlecht stammend |
| Schechanja |                                         | Neh 3,29               | Torhüter des Osttores, Baumeister der Stadtmauer Jerusalems unter Nehemia, vielleicht mit dem folgenden identisch |
| Schechanja |                                         | 1 Chr 3,22             | Nachkomme des Königs Jojachin in der fünften Generation |
| Delaja     |                                         | Neh 6,10–13            | Hausbesitzer, es wird berichtet, dass Nehemia dessen Haus betritt, als er von ihm aufgefordert wird, wegen eines angeblich bevorstehenden Mordanschlags auf Nehemia im Tempel Zuflucht zu suchen; Nehemia erkennt dieses als falsche Prophetie, die nur den Zweck hat ihn in Angst zu versetzen, er hätte, indem er als Laie das Tempelinnere beträte, einen Sakrileg begangen |
|            |                                         | Neh 10,9               | Unterzeichner der Selbstverpflichtung auf die Tora, möglicherweise ein Nachfahre des folgenden, möglicherweise mit dem folgenden identisch |
|            |                                         | Neh 12,34              | Priester, Trompetenbläser, nimmt an der Einweihung der Stadtmauer unter Nehemia teil |
|            |                                         | Neh 12,6               | Priester, Heimkehrer aus dem Exil, Oberhaupt einer wichtigen Familie |
| Mattanja   | Jonatan                                 | Neh 12,35              | Großvaters von Secharja, einem Musiker, der an der Einweihung der Stadtmauer unter Nehemia beteiligt ist |
|            |                                         | Neh 12,36              | Mitglied des Chores zur Einweihung der Stadtmauer unter Nehemia |
|            |                                         | Neh 12,42              | Begleiter Nehemias bei der Einweihung der Stadtmauer |
|            | Schimri                                 | 1 Chr 4,37             | Simeoniter, Ur-Ur-Ur-Großvater Sisas |
| Joël       | Gog                                     | 1 Chr 5,4              | Rubeniter |
| Haschub    |                                         | 1 Chr 9,14 , Neh 11,15 | Levit, Nachkomme Meraris |
| Galal      | Abda                                    | 1 Chr 9,16             | Levit, in Neh 11,17 heißt die gleiche Person Schammua |
|            |                                         | 1 Chr 15,8 .11         | Levit, Sohn Elizafans und Oberster, durch David mit der Überführung der Lade beauftragt |
| Netanel    |                                         | 1 Chr 24,6             | Schreiber und Levit, Sohn Netanels |
| Obed-Edoms |                                         | 1 Chr 26,4 .6.7        | Torwächter |
|            |                                         | 2 Chr 17,8             | erster der Leviten, der von Joschafat beauftragt wird, dem Volk die Tora zu lehren |
| Jedutuns   |                                         | 2 Chr 29,14            | Levit, Unterstützer Hiskias |
|            |                                         | 2 Chr 31,15            | Levit und Helfer des Kore, Sohn des Jimna, der das Herbeibringen der Abgaben für das Heiligtum und die Priester zuständig ist |
|            |                                         | 2 Chr 35,9             | Vorsteher der Leviten |